# Alphonse Colas
Alphonse-Victor Colas (Lille, Francia, 25 de septiembre de 1818 - ibidem, 11 de julio de 1887) fue un pintor y artista francés.

## Biografía
Fue el quinto de siete hijos del matrimonio conformado por Jean-Joseph Colas (1779-1858), un funcionario encargado de recaudar impuestos en Verlinghem, y su esposa, Adélaïde Thérèse, de apellido de soltera Leprêts (1786-1838).
Se matriculó en la Escuela de Bellas Artes de Lille en 1834. Cuatro años más tarde, fue discípulo de François Souchon.
En 1842, su obra El martirio de San Lorenzo le valió una beca por parte de su ciudad natal para estudiar en Roma, en el Taller Wicar. Durante su estancia en Italia, de 1843 a 1848, viajó por todo el país estudiando las obras de los Antiguos Maestros. En 1856 se convirtió en profesor y más tarde profesor de la escuela de pintura en Lille. Entre sus alumnos notables se encuentran Alfred Agache, Edgar Boutry, Léon Comerre y Albert Darcq.
En 1850 se casó con Elodie Joséphine, de apellido de soltera Holle (1823-1895); hija de un notario. Tuvieron tres hijos y dos hijas.
Fue uno de los artistas religiosos más destacados de su época, cumpliendo numerosos encargos en el norte de Francia. Pintó escenas religiosas para varias iglesias de Lille, Douai y Roubaix. Entre sus obras expuestas en el Palacio de Bellas Artes de Lille se encuentra una colección de escenas del Antiguo Testamento, entre ellas Caín y Abel (1841) y Sansón (1844). Falleció en Lille a la edad de 68 años.

## Obras
- Bailleul, Museo Benoît-De-Puydt:
  - Portrait de Julien Koszul, 1876

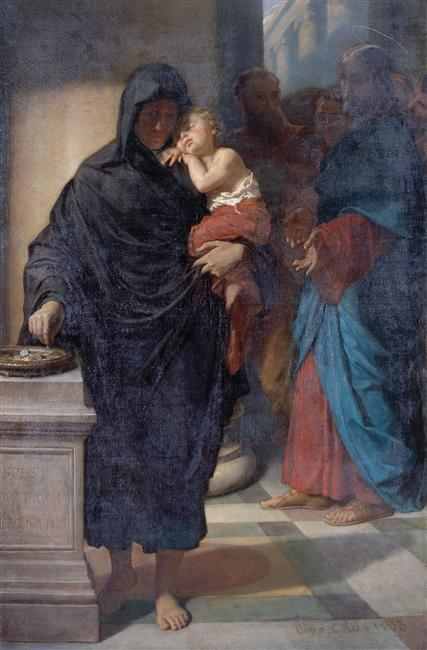
Le Denier de la veuve (1863), Museo del Louvre.

- Douai, iglesia de Saint-Jacques: La Vocation ; Le Martyre de saint Jacques, 1863-1864.
- Lille:
  - Iglesia de Saint-André: Annonciation ; Visitation ; Éducation de la Vierge ; Vierge ; Saint Jean, 1850.
  - Iglesia de Sainte-Catherine: Saint Siméon ; Fuite en Égypte ; Jésus et les Docteurs ; Montée au calvaire ; Crucifixion ; Descente de croix ; Mise au tombeau.
  - Iglesia de Saint-Michel: decoraciones, 1876-1887. 16 cuadros sobre San Miguel, de los cuales al menos dos fueron realizados por otros artistas a partir de sus bocetos.
  - Iglesia de Saint-Pierre-Saint-Paul: decoraciones, 1869.
  - Palacio de Bellas Artes:
    - Caïn et Abel, 1841 ;
    - Samson, 1844 ;
    - Élévation de la Croix, 1849 ;
    - Saint Grégoire délivrant les esclaves anglo-saxons, 1855.
- Mondicourt, iglesia parroquial: Descente de Croix, 1854.
- Neuville-Saint-Rémy, capilla: L'Apothéose de saint Grégoire, 1851-1863, techo.
- Renescure, iglesia parroquial: Martyre de saint Laurent, 1842.
- Roubaix:
  - Iglesia de Notre-Dame: Le Couronnement de la Vierge, 1850-1863, techo.
  - Museo de La Piscine: Le Denier de la veuve,[7] 1863.

## Alumnos notables
- Alfred Agache (1843-1915)
- Émile Ancelet (1865-1951)
- Edgar Boutry (1857-1939)
- Benoît Bodendieck (1837-1887)
- Léon-François Comerre (1850-1916)
- Albert Darcq (1848-1895)
- Pharaon de Winter (1849-1924)
- Gaston Thys (1863-1893)
- Joseph-Emmanuel Van Driesten (1853-1923)
- Henri-Edmond Cross (1856-1910)